# Концерт для скрипки с оркестром № 5 (Вьётан)
Концерт для скрипки с оркестром № 5 ля минор, соч. 37 ― композиция Анри Вьётана, написанная в 1858–1859 годах и опубликованная в 1861 году. Венгерский скрипач и композитор Леопольд Ауэр в 1925 году писал, что «[Пятый концерт Вьётана] с течением времени был практически забыт, но если его сыграть так, как задумал композитор, он мгновенно произведёт впечатление на большинство слушателей».
Тема второй части концерта позаимствована из песни «Où peut-on être mieux qu'au sein de sa famille?», звучащей в опере Андре Гретри «Люсиль». Эта песня являлась неофициальным гимном Королевства Франции во время Первой и Второй реставрации Бурбонов.

## Структура
Произведение состоит из трёх частей, исполняющихся без пауз:
- Allegro non troppo

- Adagio

- Allegro con fuoco

Типичная продолжительность концерта составляет 18–20 минут.